# Saint-Pancré
Saint-Pancré ist eine französische Gemeinde mit 308 Einwohnern (Stand: 1. Januar 2022) im Département Meurthe-et-Moselle in der Region Grand Est (bis 2015 Lothringen). Sie gehört zum Arrondissement Val-de-Briey und ist Mitglied im Gemeindeverband Communauté de communes Terre Lorraine du Longuyonnais. 

## Geografie
Saint-Pancré liegt im nördlichen Teil des Départements an der Grenze zu Belgien, etwa 38 Kilometer nordnordwestlich von Val de Briey. Das Flüsschen Bévaux durchströmt das Gemeindegebiet von Ost nach West. Nachbargemeinden von Saint-Pancré sind Ville-Houdlémont im Norden und Osten, Cosnes-et-Romain im Südosten, Fresnois-la-Montagne und Tellancourt im Süden sowie die belgische Gemeinde Virton im Westen.

## Bevölkerungsentwicklung

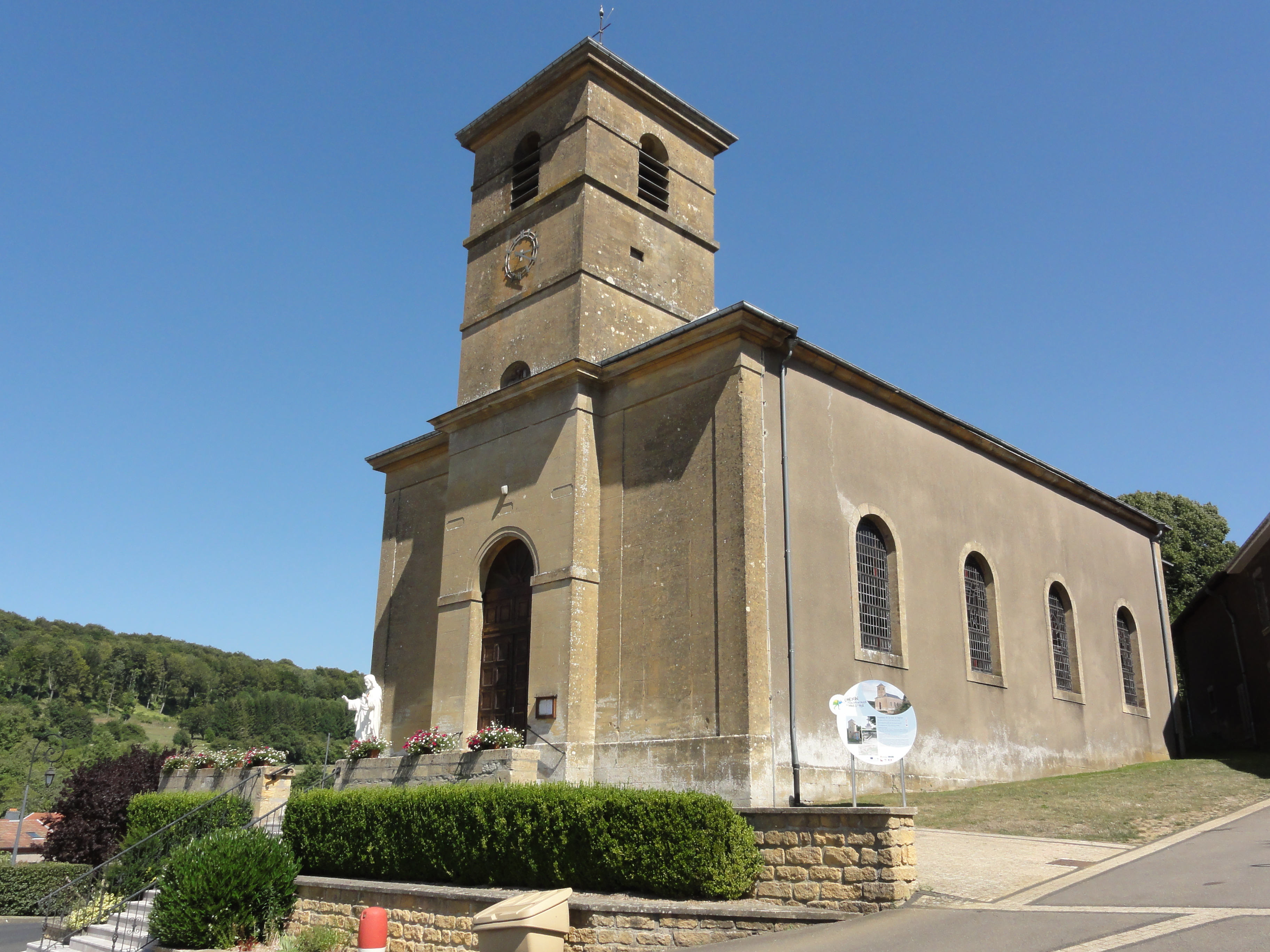
Pfarrkirche Saint-Pancrace

| Jahr                       | 1962 | 1968 | 1975 | 1982 | 1990 | 1999 | 2006 | 2013 |
| Einwohner                  | 296  | 267  | 271  | 276  | 270  | 283  | 302  | 310  |
| Quellen: Cassini und INSEE |      |      |      |      |      |      |      |      |

## Sehenswürdigkeiten
- Pfarrkirche Saint-Pancrace, 1830 wieder errichtet
- Reste des in der Französischen Revolution zerstörten Schlosses